# Едвін Теноріо
Едвін Теноріо (ісп. Edwin Tenorio, нар. 16 червня 1976, Есмеральдас) — еквадорський футболіст, що грав на позиції півзахисника. Виступав, зокрема, за клуб «Барселона» (Гуаякіль), а також національну збірну Еквадору.

## Клубна кар'єра
Вихованець «Есмеральдес Петролео», в складі якого й розпочав футбольну кар'єру 1992 року. У 1995 році дебютував у чемпіонаті Еквадору у складі столичного «Аукас» зі столичного Кіто. Однак з «Аукасом» не досяг великих успіхів, а найкращим у цей період став 1998 рік, коли Едвін разом з командою зайняв 3-є місце в Апертурі та Клаусурі. У другій половині 1999 року Теноріо на правах оренди перейшов до болівійського «Хорхе Вільстерман» з міста Кочабамба. У 2000 році повернувся до «Аукаса» й разом з нив посів 3-є місце в Апертурі. У складі цього клубу провів чотири сезони, взявши участь у 101 матчі чемпіонату. 
Потім Теноріо перейшов до мексиканського «Веракрус». Однак через травму перебував у мексиканському клубі нетривалий період часу.
У 2002 році повернувся на батьківщину, де став гравцем «Барселони» (Гуаякіль), одного з найуспішніших клубів країни. Разом з гуякільською командою став віце-чемпіоном національної першості, а в 2003 році повторив це досягнення. В 2003 та 2004 роках брав участь у Кубку Лібертадорес, проте в останньому з цих сезонів команда фінішувала в середині турнірної таблиці. У 2005 та 2006 роках разом з «Барселоною» не завоював жодного трофею. 20 грудня 2006 року отримав 2-місячну дискваліфікацію на участь у матчах національного чемпіонату та міжнародних поєдинках, оскілька брав активну участь у бійці між гравцями «ЛДУ Кіто» та «Барселоною» за декілька днів до останньої гри сезону.
На початку 2007 року перейшов до «ЛДУ Кіто», де виступав зі своїм колишнім партнером по «Веракрусу» Агустіном Дельгадо. Разом з командою став переможцем чемпіонату Еквадору. У наступногому сезоні перейшов до складу «Депортіво (Кіто)», з яким також виграв національний чемпіонат. 26 червня 2009 року підписав контракт з «Депортіво Перейра», але потім повернувся в «Депортіво (Кіто)». На початку 2010 року в товариському поєдинку між «Депортіво» (Кіто) та «Уніон Еспаньйола» напав на арбітра зустрічі. У вересні того ж року зненацька в роздягальні розпочав бійку з гравцем «Емелека». У 2011 році захищав кольори клубу «Імбабура».
Завершив професійну ігрову кар'єру у клубі «Гречія», за команду якого виступав у 2012 році.
| Сезон   | Клуб                   | Країна   | Змагання                  | Матчі | Голи |
| ------- | ---------------------- | -------- | ------------------------- | ----- | ---- |
| 1995    | «Аукас» (Кіто)         | Еквадор  | Серія A                   | 5     | 0    |
| 1996    | «Аукас» (Кіто)         | Еквадор  | Серія A                   | 23    | 0    |
| 1997    | «Аукас» (Кіто)         | Еквадор  | Серія A                   | 30    | 4    |
| 1998    | «Аукас» (Кіто)         | Еквадор  | Серія A                   | 33    | 0    |
| 1999    | «Аукас» (Кіто)         | Еквадор  | Серія A                   | 10    | 0    |
| 1999    | «Хорхе Вільстерман»    | Болівія  | Професійна футбольна ліга | ?     | ?    |
| 2000    | «Аукас» (Кіто)         | Еквадор  | Серія A                   | 16    | 0    |
| 2000/01 | «Веракрус»             | Мексика  | Прімера Дивізіон          | 7     | 1    |
| 2002    | «Барселона» (Гуаякіль) | Еквадор  | Серія A                   | 31    | 0    |
| 2003    | «Барселона» (Гуаякіль) | Еквадор  | Серія A                   | 30    | 0    |
| 2004    | «Барселона» (Гуаякіль) | Еквадор  | Серія A                   | 39    | 0    |
| 2005    | «Барселона» (Гуаякіль) | Еквадор  | Серія A                   | 38    | 0    |
| 2006    | «Барселона» (Гуаякіль) | Еквадор  | Серія A                   | 36    | 0    |
| 2007    | «ЛДУ Кіто»             | Еквадор  | Серія A                   | 15    | 0    |
| 2008    | «Депортіво Кіто»       | Еквадор  | Серія A                   | 24    | 1    |
| 2009    | «Депортіво Кіто»       | Еквадор  | Серія A                   | 16    | 1    |
| 2009    | «Депортіво Перейра»    | Колумбія | Категорія Прімера A       | 10    | 0    |
| 2010    | «Депортіво Кіто»       | Еквадор  | Серія A                   |       |      |

## Виступи за збірну
Дебютував у складі національної збірної Еквадору 14 жовтня 1998 року в програному (1:5) поєдинку проти збірної Бразилії. У 2002 році був викликаний для участі в Чемпіонаті світу 2002 року, на якому зіграв у поєдинках проти Італії (0:2) та Мексики (1:2). Натомість в 2006 року на Чемпіонаті світу 2006 зіграв на груповому етапі проти Польщі (2:0), Коста-Рики (3:0) та Німеччини (0:3), а також з Англією (0:1) в 1/8 фіналу. У серпні 2006 року в товариському поєдинку проти приципового південноамериканського суперника, Перу, вивів еквадорців на поле з капітанською пов'язкою. Протягом кар'єри у національній команді, яка тривала 10 років, провів у формі головної команди країни 78 матчів.
У складі збірної був учасником розіграшу Кубка Америки 2001 року у Колумбії, розіграшу Золотого кубка КОНКАКАФ 2002 року у США, розіграшу Кубка Америки 2004 року у Перу, розіграшу Кубка Америки 2007 року у Венесуелі.
Теноріо був відомий бійцівськими якостями як на футбольному полі, так і поза його межами. Хоча він ніколи не забивав за головну команду, час від часу Едвін демонстрував неймовірно потужний удар й відзначився декількома гольовими передачами на партнерів по команді.